# L'ultimo Apache
L'ultimo Apache (Apache) è un film statunitense del 1954 diretto da Robert Aldrich.
È un film western con protagonisti Burt Lancaster, nel ruolo di Massai, luogotenente del capo degli indiani Apache Geronimo e ultimo guerriero della sua tribù in fuga e contro tutti, Jean Peters e John McIntire. È basato sul romanzo Broncho Apache di Paul Wellman.

## Trama
Stati Uniti, 1886. Il giovane apache Massai rifiuta di arrendersi - come invece fa il suo capo Geronimo - all'Esercito degli Stati Uniti; viene tuttavia catturato e costretto a salire insieme agli altri indiani sul treno a vapore che li porterà in Florida. Massai però non demorde e alla prima occasione riesce a fuggire, scoprendo così la civiltà dei "bianchi", una volta arrivato nella cittadina più vicina.

## Produzione
Il film, diretto da Robert Aldrich su una sceneggiatura di James R. Webb con il soggetto di Paul Wellman (autore del romanzo), fu prodotto da Harold Hecht e Burt Lancaster (non accreditato come produttore) per la Linden Productions e la Hecht-Lancaster Productions e girato in California, Nuovo Messico e Arizona dal 19 ottobre al 22 novembre del 1953.

## Distribuzione

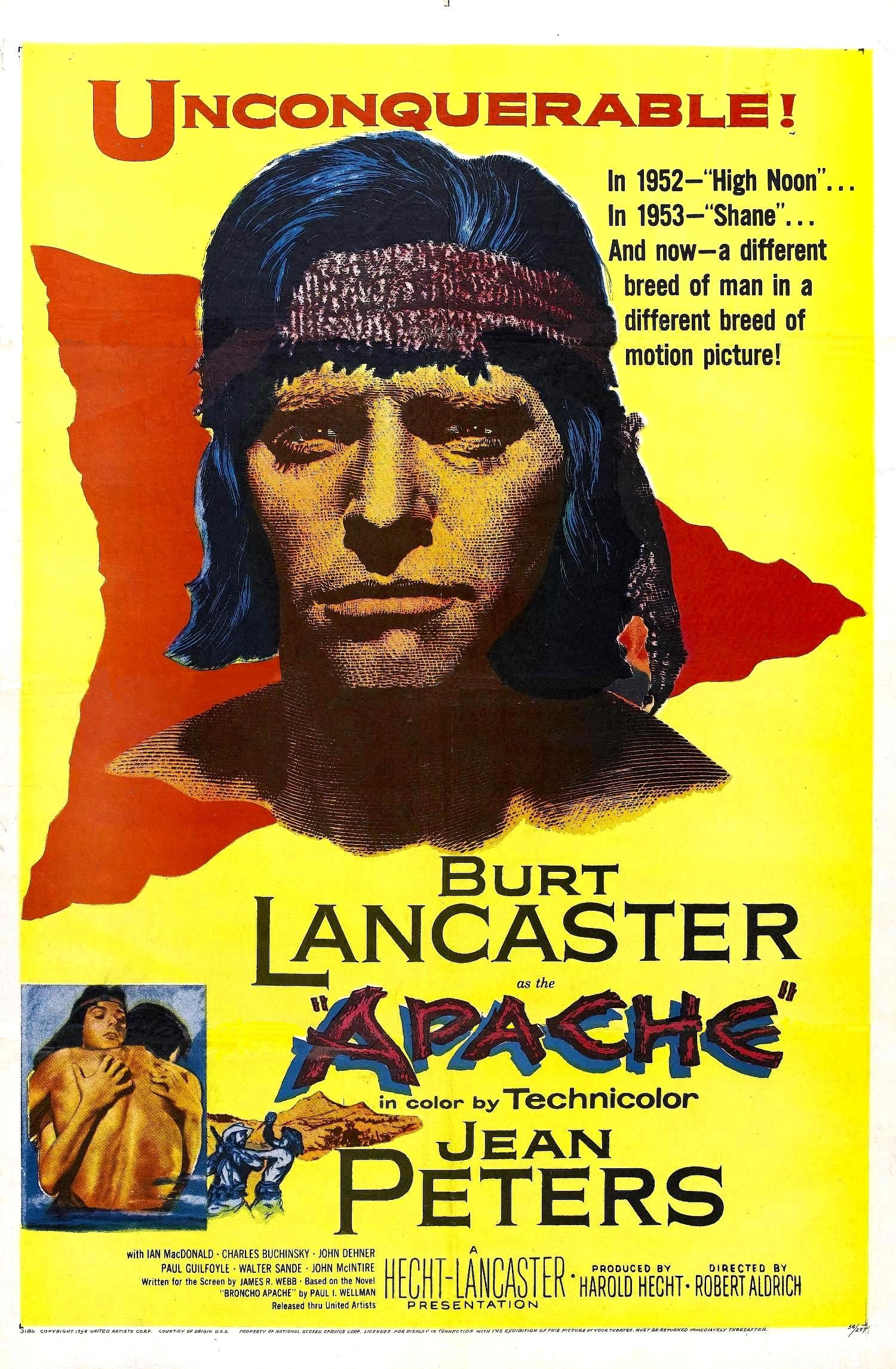
Locandina realizzata da Reynold Brown

Il film fu distribuito negli Stati Uniti dal 9 luglio 1954 al cinema dalla United Artists.
Alcune delle uscite internazionali sono state:
- in Svezia il 25 ottobre 1954 (Apache)
- in Spagna il 29 novembre 1954 (Apache)
- in Francia il 22 dicembre 1954 (Bronco Apache)
- in Germania Ovest il 23 dicembre 1954 (Massai e Der große Apache)
- in Finlandia il 28 gennaio 1955 (Viimeinen apaashi)
- in Francia l'11 febbraio 1955 (Parigi)
- in Austria nel marzo del 1955 (Massai)
- in Danimarca il 24 ottobre 1955 (Apache)
- in Portogallo il 4 settembre 1956 (O Último Apache)
- in Brasile (O Último Apache)
- in Turchia (Asi cengaver)
- in Ungheria (Az apacs harcos)
- in Grecia (O sklavos pou den lygise pote)
- in Polonia (Ostatnia walka Apacza)
- in Italia (L'ultimo Apache; una successiva riedizione fu distribuita il 5 luglio 1973)

## Critica
Secondo il Morandini il film è "forse, il più bello, certamente il più vigoroso" film di Robert Aldrich, "quello in cui il discorso filoindiano è più esplicito". Il film si rivela innovativo e "solido come una roccia" ed "una delle più belle e significative carrellate del cinema hollywoodiano". Il finale del film, che il regista e Lancaster avrebbero voluto meno positivo e ottimista, fu imposto dalla produzione.